# Enceinte de Saint-Martin-de-Ré
L'enceinte de Saint-Martin-de-Ré est un ancien ensemble de fortifications qui protégeait la ville de Saint-Martin-de-Ré, dans le département français de la Charente-Maritime.

## Construction (1681)
En 1681, en parallèle à la création de la seconde Citadelle de Saint-Martin-de-Ré, François Ferry conçoit une enceinte pour la ville, capable en cas de siège, d'accueillir la population de l'île. L’enceinte urbaine, unique par ses dimensions — un demi-cercle d’1,5 kilomètre de rayon et de 14 kilomètres de rempart — est réalisée d’un seul jet sans contraintes géographiques liées au site. En 1685, Vauban vient en tournée d'inspection à Saint-Martin-de-Ré et propose un certain nombre d'ajouts réalisés dans les années suivantes.
L'enceinte comprend six bastions :
- (19) de la mer ;
- (22) de Bourbon ;
- (25) de Bourgogne ;
- (27) de Sainte-Thérèse ;
- (29) de Saint-Louis ;
- (31) de la Flotte.

Quatre bastions (22, 25, 27, 29, 31) ont un tracé régulier à orillon et comportent pour certains des poternes débouchant dans le revers de leur orillon, les bastions 25 et 29 sont surmontés d'un cavalier. Certains bastions comportent des caponnières simples derrière leur orillon. Le bastion de la mer (n°19) à l'ouest comporte un tracé à orillon avec poterne sur son flanc gauche, son autre flanc est droit, le bastion est surmonté d'un cavalier. Le bastion de la Flotte (n°31) à l'est est un demi-bastion à orillon, son flanc gauche sert de mur de communication avec la citadelle.

Bastion à orillons du premier système de Vauban.
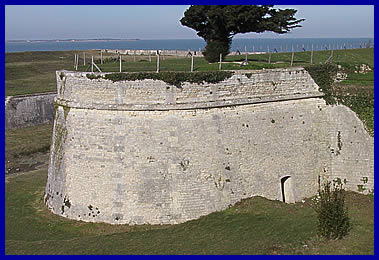
Orillon, poterne et caponnière simple du flanc gauche du bastion de la mer.
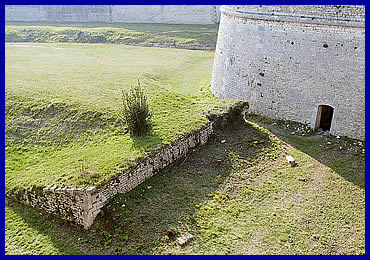
Idem.

L'enceinte principale est entourée d'un fossé sec, chaque courtine est précédée d'une demi-lune et le bastion de la mer est renforcé d'une contre-garde (n°20). L'ensemble est entouré d'une ligne de glacis avec chemin couvert, des traverses protègent les places d'armes rentrantes du chemin couvert.

## AuxXVIIIeetXIXesiècles
Au cours du XVIIIe siècle, une cunette est progressivement réalisée dans le fossé principal et autour des demi-lunes de l'enceinte,. En 1791, trois poternes sont réalisées au centre des courtines reliées au pas de souris des demi-lunes par des caponnières doubles, des caponnières simples sont également ajoutées derrière les orillons de certains bastions et des traverses ajoutées aux saillants sur le chemin couvert du glacis,.

## Liste des ouvrages
| Nom                 | Alias           | Type         | Numéro (1693) | Remarques |
| ------------------- | --------------- | ------------ | ------------- | --------- |
| Bourbon (de)        |                 | bastion      | 22            |           |
| Bourbon (de)        |                 | demi-lune    | 21            |           |
| Bourgogne (de)      |                 | bastion      | 25            |           |
| Bourgogne (de)      |                 | demi-lune    | 26            |           |
| Campani (des)       | Couarde (de la) | porte        | 23            |           |
| Campani (des)       | Couarde (de la) | demi-lune    | 24            |           |
| Flotte (de la)      |                 | bastion      | 31            |           |
| Flotte (de la)      |                 | demi-lune    | 30            |           |
| Thoiras (de)        | Flotte (de la)  | porte        | 34            |           |
| mer (de la)         | Lorneau (de)    | bastion      | 19            |           |
| mer (de la)         | Lorneau (de)    | contre-garde | 20            |           |
| Saint-Louis (de)    |                 | bastion      | 29            |           |
| Saint-Louis (de)    |                 | demi-lune    | 28            |           |
| Sainte-Thérèse (de) |                 | bastion      | 27            |           |